# Fortaleza de Humaitá

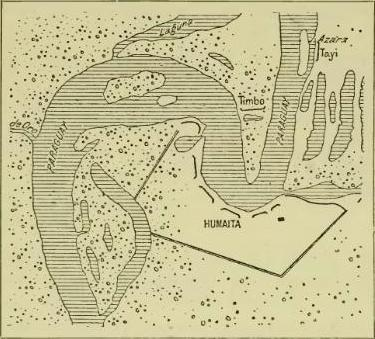
Posição da Fortaleza de Humaitá

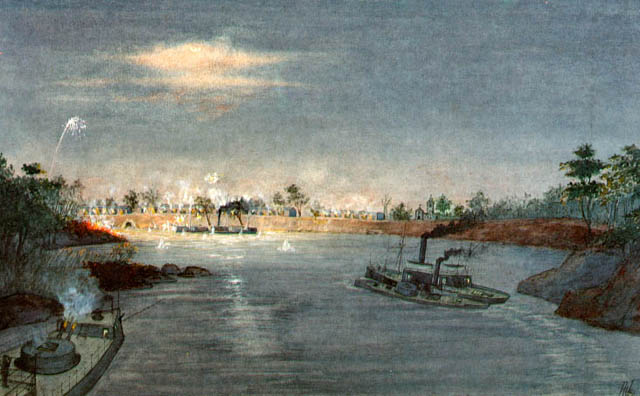
Passagem de Humaitá (1868): aquarela do almirante Trajano Augusto de Carvalho

A Fortaleza de Humaitá conhecida metaforicamente como Gibraltar da América do Sul, era uma instalação militar paraguaia próxima à foz do rio Paraguai. O estratégico local era sem igual na região, "uma fortaleza de que nunca tinha sido visto na América do Sul", era "a chave para o Paraguai e os rios superiores". Desempenhou um papel crucial no conflito mais mortal da história do continente - a Guerra do Paraguai - da qual foi o principal teatro de operações.
O local era uma curva acentuada em forma de ferradura no rio; praticamente todas as embarcações que desejassem entrar na República do Paraguai - e de fato seguir adiante até a província brasileira de Mato Grosso - foram obrigadas a navegá-la. A curva era comandada por uma linha de baterias de artilharia de 1,8 km (6 000 pés), no final da qual havia uma barreira de corrente que, quando levantada, detinha o transporte sob os canhões. O canal navegável tinha apenas 200 metros de largura e era facilmente acessível à artilharia. A fortaleza era protegida de ataques em seu lado terrestre por pântano impenetrável ou, onde faltava, terraplenagens defensivas que, em sua maior extensão, compreendiam um sistema de trincheiras estendendo-se por 8 milhas lineares (13 km), tinha uma guarnição de 18 000 homens e disparou 120 canhões. Em seu apogeu, Humaitá era considerada intransitável para a navegação inimiga.
A percepção generalizada que criou em seu apogeu - de que o Paraguai era um país difícil de invadir - pode ter induzido seu Marechal-Presidente Francisco Solano López a assumir riscos desnecessários na política externa e, em particular, a apreender embarcações do governo e províncias do país mais populoso Brasil e Argentina e enviar exércitos para invadi-los e Uruguai. Eles se uniram contra ele no Tratado da Tríplice Aliança. A guerra levou à total derrota e ruína de seu país e as baixas foram imensas.
Um propósito declarado do Tratado da Tríplice Aliança era a demolição das fortificações Humaitá e que nenhuma outra desse tipo fosse construída novamente. No entanto, a fortaleza, embora não invulnerável aos mais recentes navios de guerra blindados, era um sério obstáculo aos planos dos Aliados de seguir rio acima para a capital paraguaia, Assunção e recapturar o território brasileiro de Mato Grosso: atrasou-os por dois e meio anos. Foi tirada no Cerco de Humaitá (1868), depois arrasada nos termos do Tratado.
Para os atuais paraguaios, o Humaitá é um símbolo de orgulho nacional, representando a obstinada vontade de resistência de seu país.

## Motivos para sua construção

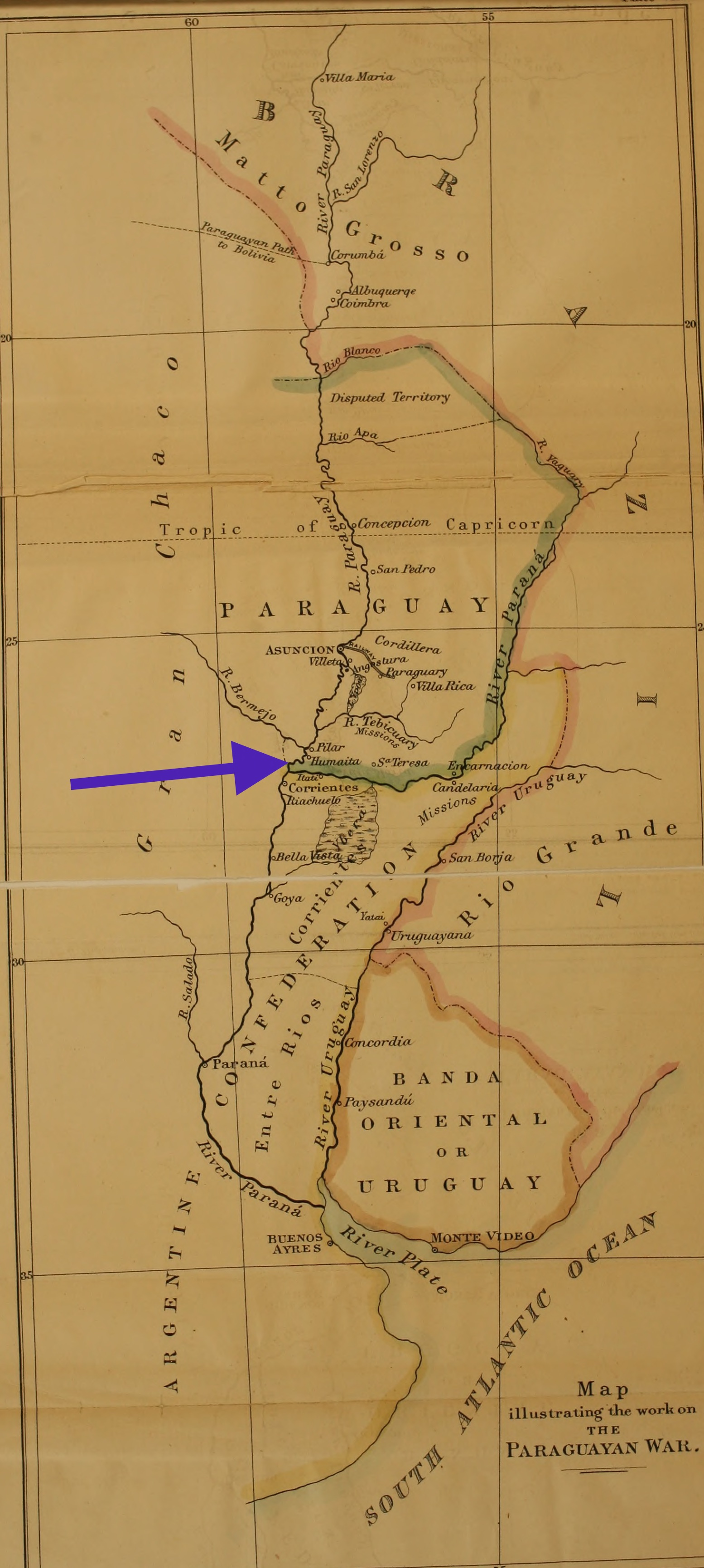
A chave para o Paraguai. A seta azul mostra a localização da fortaleza perto da foz do rio Paraguai. No topo do mapa está o Mato Grosso, e o território disputado entre Brasil e Paraguai. (Fonte: Thompson, Placa VIII.)

### Chave para o Paraguai
O Paraguai é um país sem litoral e durante grande parte de sua história era de difícil acesso, exceto navegando do Atlântico até o rio Paraná e, portanto, o rio Paraguai (ver mapa) como os primeiros exploradores espanhóis haviam feito. Havia outros meios de ingresso, mas eles teriam exigido que uma força invasora fosse reabastecida através de um país difícil e hostil. Portanto, o comando do rio era fundamental para a segurança do Paraguai, que temia e desconfiava de seus dois maiores vizinhos, Brasil e Argentina.

### Ansiedade com o Império Brasileiro
Em uma longa história de conflitos entre os impérios de Portugal e Espanha na América, os portugueses fizeram inúmeras incursões - algumas delas permanentes - em território reivindicado pelos espanhóis. Ataques dos bandeirantes (homens que expandiram as fronteira do que hoje é o Brasil) nas reduções jesuítas do Paraguai levaram muitos habitantes guaranis, que temiam e desprezavam os brasileiros. As fronteiras entre os dois impérios não foram resolvidas e os conflitos continuaram após a independência, quando a América portuguesa se tornou o Império do Brasil. O Brasil não tinha acesso prático ao seu próprio território de Mato Grosso, exceto navegando do Oceano Atlântico até o rio Paraguai (ver mapa); O medo de que o Paraguai pudesse interferir na navegação era uma fonte de conflito. Onde o Paraguai acabou, e onde o Mato Grosso começou, era uma questão de opinião.

### Ansiedade sobre Buenos Aires
O vice-reinado espanhol do Rio da Prata ocupou um enorme território quase contíguo aos territórios modernos da Bolívia, centro e norte da Argentina, Paraguai e Uruguai. Embora não tenha existido por muito tempo (1776-1810), o vice-rei espanhol teve sua sede na cidade de Buenos Aires. Ao se tornar independente da Espanha, a cidade reivindicou e se considerou com razão a capital de um território idêntico que chamou de Províncias Unidas da América do Sul. Outras províncias - especialmente Bolívia, Uruguai e Paraguai - discordaram e o vice-reinado se dividiu em hostilidade e guerra. Em particular, Buenos Aires não reconheceu o direito do Paraguai de agir com independência e em 1811 enviou um exército comandado pelo general Manuel Belgrano para tentar impedi-lo. O governador de Buenos Aires, Juan Manuel Rosas, "que via o Paraguai como uma província errante" durante sua ditadura (1835-1852), tentou prender o Paraguai fechando o rio Paraná ao tráfego comercial (ver Batalha de Vuelta de Obligado). Província de Buenos Aires desentendeu-se com as demais províncias da Confederação Argentina e se declarou o Estado independente de Buenos Aires; não reconheceu a independência do Paraguai mesmo depois que os outros o fizeram. Somente no final do século XIX (1859) a Argentina reunida reconheceu formalmente um Paraguai independente. Mesmo assim, as fronteiras entre Argentina e Paraguai estavam em disputa, notadamente os territórios do Chaco e Misiones.

### Perspectiva defensiva do Paraguai
Após sua independência em 1811, o Paraguai tentou se manter fora da anarquia da vizinha América hispânica. Seu formidável ditador José Gaspar Rodríguez de Francia (1820-1840) impôs uma política rígida de isolamento. Durante seu reinado, poucos foram autorizados a entrar ou sair do Paraguai. Avaliação do professor Williams: "Em uma tentativa de coagir o Paraguai economicamente e colocá-lo de joelhos, Buenos Aires apenas endureceu o nacionalismo paraguaio e produziu um isolamento voluntário e xenofóbico da província separatista".
Após a morte de Francia, ele foi sucedido por Carlos Antonio López, (denominado 'López I' por alguns autores, uma designação conveniente, embora imprecisa), o pai de Francisco Solano López ('López II'). López I abriu o Paraguai ao comércio exterior e à tecnologia, mas o navio a vapor tornou seu país vulnerável à invasão e ele compreensivelmente temia as maquinações de seus vizinhos poderosos.
Durante sua presidência houve conflitos, não só com o Brasil e Buenos Aires, mas também com os Estados Unidos: o caso do navio USS Water Witch de 1855 em que o forte de Itapirú atirou contra um navio de guerra estadunidense, que deu origem a uma expedição naval estadunidense. contra o Paraguai em 1858. Embora Carlos López fosse astuto o suficiente para saber quando recuar, e ele compreensivelmente temia as maquinações de seus vizinhos poderosos.

### Causa imediata de sua construção

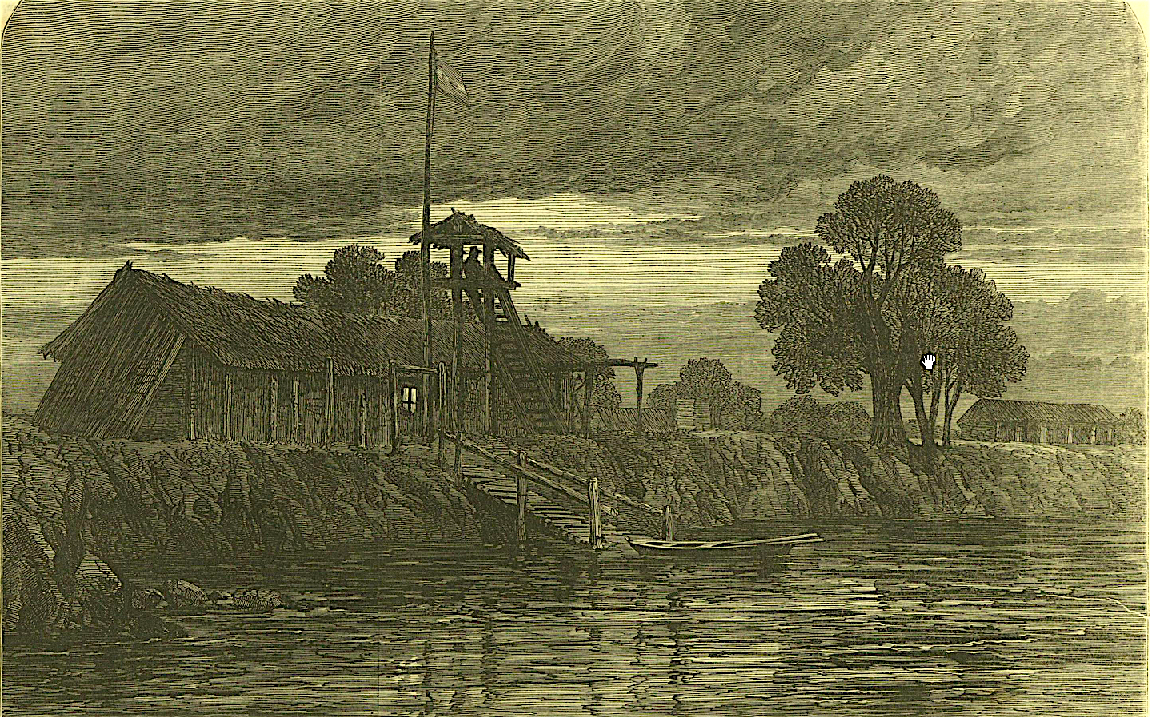
Casa da Guarda do Humaitá. Gravura no Illustrated London News, 1864. A imagem parece ter sido feita antes

Em 1777, na época colonial, uma modesta guardia (forte ou posto de vigia) foi estabelecida em Humaitá, local a cerca de 15 milhas acima da foz do rio Paraguai. No entanto, uma versão mais formidável foi construída em etapas sob as ordens de López I. Ele começou o trabalho às pressas em 1854 durante o conflito com o Brasil sobre fronteiras e navegação, quando o Paraguai foi ameaçado por uma flotilha brasileira; Felizmente para López, os brasileiros foram atrasados pelo estado baixo do rio. O autor e diplomata paraguaio Gregorio Benítes - que estava no exército paraguaio na época - dá uma explicação diferente. López I, sabendo que a esquadra brasileira estava a caminho, transferiu imediatamente 6 000 soldados de Paso de Patria para Humaitá; trabalhando dia e noite, em 15 dias eles fortificaram aquele local, incluindo fornos para fazer balas de canhão em brasa. A esquadra brasileira desistiu por causa da força das fortificações; o estado baixo da água é mencionado apenas incidentalmente. Thomas Jefferson Page USN escreveu um relato independente que tende a confirmar a versão de Benites.

### Trabalhos iniciais
De acordo com um projeto do coronel de engenheiros húngaros Wisner de Morgenstern, ele fortificou rapidamente a margem esquerda do rio com algumas baterias, que foram continuamente, mas lentamente aumentadas, e uma trincheira foi cavada no lado da terra fechando a retaguarda deles. Ele derrubou a floresta virgem, deixando apenas algumas árvores espalhadas, arrancou as raízes e instalou as primeiras baterias, a cuja conclusão foram dedicados cerca de dois anos. Em janeiro de 1859, a instalação parecia formidável. Conforme descrito por uma testemunha ocular a bordo do USS Fulton, parte da expedição ao Paraguai enviada pelo Presidente Buchanan para exigir reparações por erros alegadamente cometidos aos Estados Unidos
Dezesseis aberturas sinistras apontam sua escuridão, e tudo o mais que possam conter, sobre nós; e, como os olhos da figura na foto, parecia seguir o movimento da embarcação... Essas aberturas são as da bateria da casamata, construída em tijolo, mas muito profunda, e defendida pela formidável bateria de dezesseis canhões de oito polegadas.
Numerosas outras baterias foram notadas. Fulton, tendo deixado o resto de seu esquadrão para trás, foi autorizado a prosseguir rio acima. As obras, continuamente ampliadas, eram supervisionadas por engenheiros britânicos, dos quais havia um número considerável em regime de contrato com o governo do Paraguai.

## Descrição da fortaleza acabada

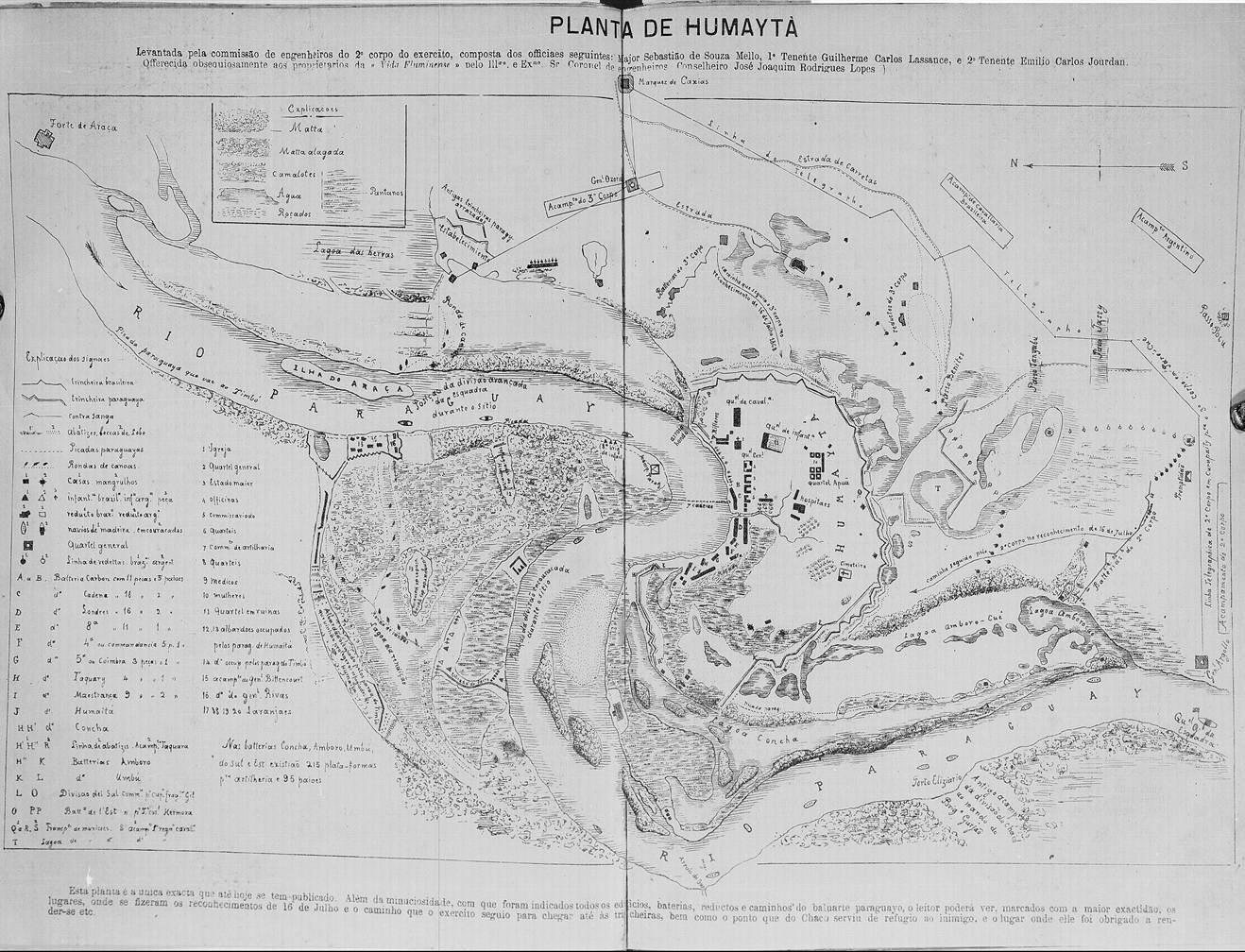
Planta detalhada da Fortaleza do Humaitá, mostrando as baterias e demais instalações. Desenvolvido por topógrafos militares brasileiros no final da guerra, ele também mostra as linhas de circunvalação dos Aliados. (Esta imagem é melhor visualizada em alta resolução.)

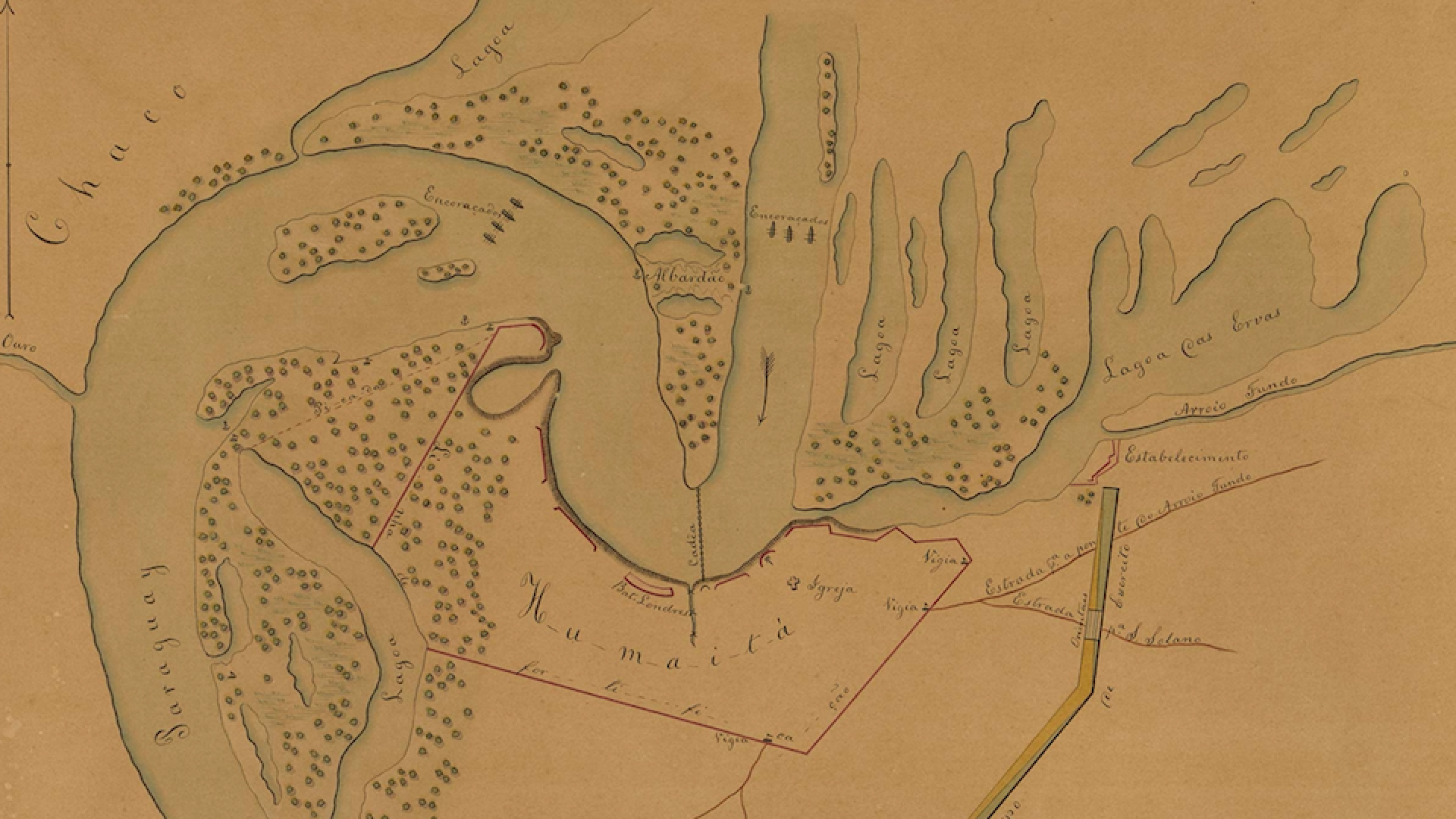
Outro plano da Fortaleza de Humaitá feito pelo oficial polonês-argentino Roberto Adolfo Chodasiewicz (1832–1891)

### Localização
A fortaleza de Humaitá estava situada em um penhasco nivelado cerca de 10 metros acima do rio, em uma curva acentuada em ferradura. A curva, chamada de '''Vuelta de Humaitá''' era um ponto de aperto estratégico ideal. Tinha cerca de 1 500 metros (4 900 pés) de comprimento; o canal navegável estreitou para apenas 200 metros (660 pés) de largura; a corrente era de 2,8 nós (5,2 km/h; 3,2 mph) e em alguns lugares 3 nós (5,6 km/h; 3,5 mph), difícil para os navios da época travarem; e (assunto que horrorizaria a marinha brasileira) ideal para o lançamento de 'torpedos' (minas navais flutuantes do século XIX).
Uma desagradável surpresa para uma flotilha invasora foi que, devido à peculiar conformação do leito do rio, surgiram "remansos traiçoeiros que muitas vezes neutralizam a ação do leme, em proporção direta ao comprimento das embarcações".

#### Primeira impressão
O explorador capitão Senhor Richard Burton, que visitou o cenário durante a guerra - quando os brasileiros ainda desmontavam as fortificações - assim o descreveu:
A varredura é mais côncava do que o normal, em benefício da artilharia e em detrimento da navegação. Nada mais perigoso do que esta grande curva, onde os navios quase certamente se confundem sob o fogo, como aconteceu em Port Hudson com a frota comandada pelo Almirante D. G. Farragut. A margem nivelada, seis a nove metros acima do rio, e mergulhando em alguns lugares, é delimitada por pântanos rio acima e rio abaixo. Obras de terraplenagem, constituídas por valas, cortinas e redans, dispostas em intervalos onde se pretendia, e sugerindo as linhas de Torres Vedras, apoiam ambas as suas extremidades sobre o rio, cuja forma aqui é a da letra U, e se estendem em forma de giba para o interior ao sul. O contorno mede quase 13 quilômetros e meio, e abrange uma área de pastagens com uma extensão de 8 000 000 metros quadrados - um glorioso campo de batalha.

### O canal
O canal navegável de 200 jardas de largura correu perto da margem leste, ou seja, as baterias do rio.

### Baterias de rio

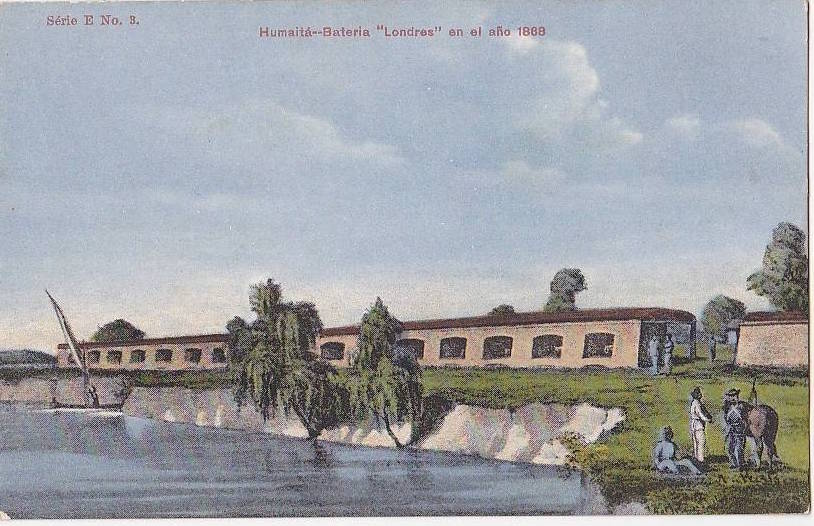
A Bateria Londres das fortificações Humaitá. Embora esta imagem de E. C. Jourdan do corpo de engenheiros brasileiro tenha se tornado icônica, ela o mostra em estado de desmontagem parcial. Na realidade, as seteiras eram protegidas por uma pilha de terra.

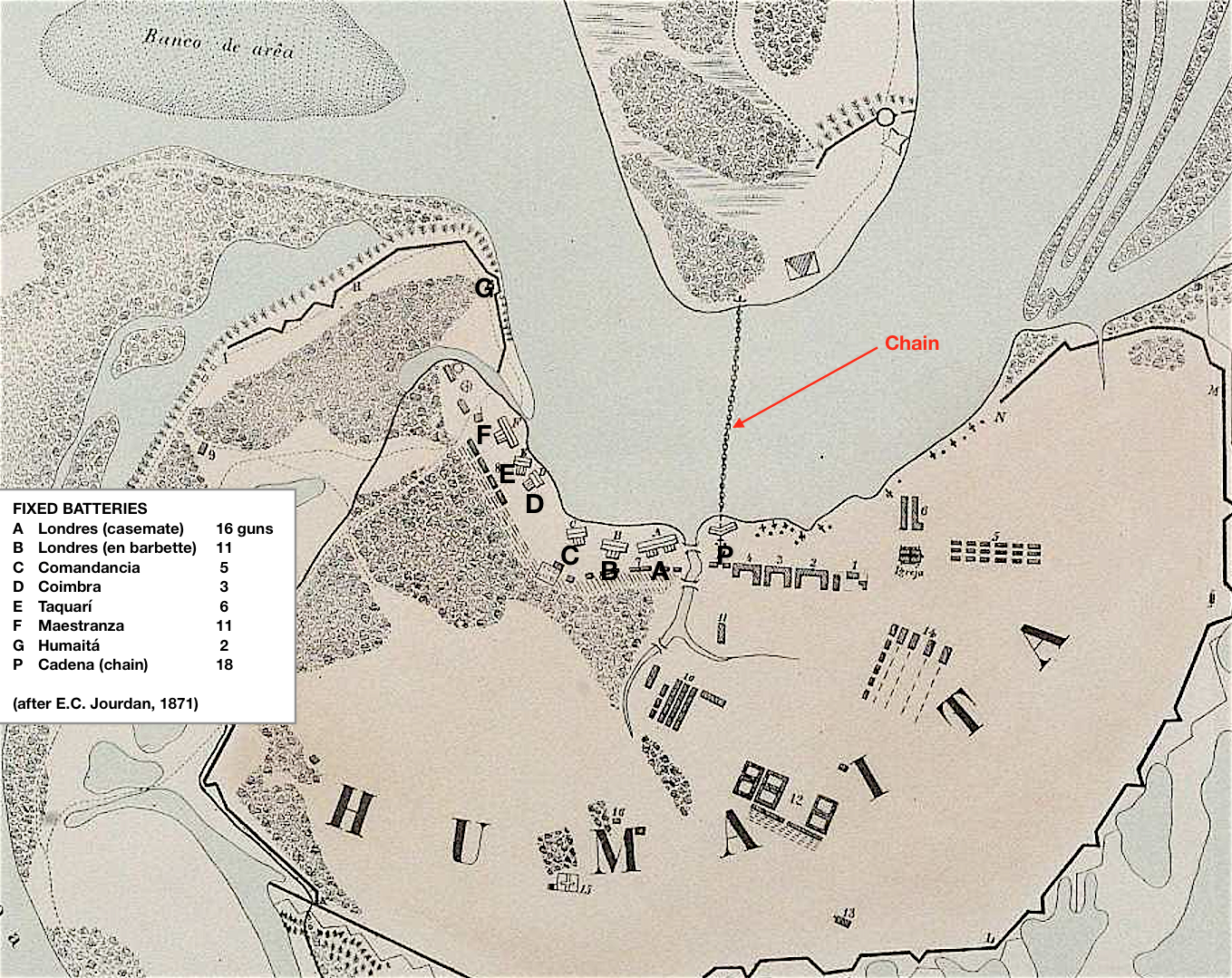
Baterias da Fortaleza de Humaitá segundo EC Jourdan (1871) do Corpo de Engenheiros Brasileiro

Uma força invasora, se fumegasse ao redor da curva rio acima, teria que passar por oito baterias fixas, todas capazes de concentrar o fogo no ângulo de reentrada. Além disso, o transporte marítimo estava ao alcance dos canhões pesados bem antes de chegar à curva, e bem depois dela.
As baterias têm nomes variados nas fontes e o número de armas pode não ter sido constante.

#### Baterias preliminares
Primeiro a força invasora teve que passar pelo reduto Humaitá, armada com um único canhão de calibre 20 cm.
Deve então passar pelo Itapirú (sete canhões); o Pesada [pesado] (cinco canhões), todo revestido em parte com tijolo; o Octava ou Madame Lynch (três armas em barbette); o Coimbra (oito canhões); e o Tacuarí (três fuzis).

#### A Bateria Londres
Em seguida, a flotilha invasora deve passar pela Batería Londres (assim chamada porque a maioria dos técnicos no Paraguai foi recrutada pela Limehouse, Londres, empresa de J. & A. Blyth). Suas paredes tinham 8,2 metros (27 pés) de espessura. Era para ser à prova de bombas por camadas de terra amontoadas sobre arcos de tijolos, e havia canhoneiras para 16 canhões. "Desses portos", disse Burton, "oito foram murados e convertidos em oficinas, porque os artilheiros estavam sempre com medo de que desabassem e desabassem de hora em hora".

#### A Bateria Cadenas
Como clímax a força invasora viria ao lado da Bateria Cadenas (bateria de corrente, pois protegia a lança de corrente), apoiada pelo Quartel de Artilharia. De acordo com uma pesquisa do corpo de engenharia brasileiro, esta bateria tinha 18 armas.

### A barreira de navegação - corrente
O boom (barreira de navegação) do outro lado do rio, com o objetivo de deter a navegação sob as armas, é descrito de várias maneiras nas fontes. Richard Burton e o comandante Kennedy RN disseram que compreendia 7 correntes torcidas juntas, das quais (escreveu Burton) a maior tinha um elo de 1,75 polegada de diâmetro. Ele foi preso a um guincho sustentado por uma casa a cerca de 100 metros da margem. Mais perto da bateria estava um cabrestante ainda maior. Outras fontes, notadamente George Thompson (de fato engenheiro-chefe do exército paraguaio) escreveu que havia três correntes lado a lado, das quais a mais pesada tinha elos de 7,5 polegadas, sustentados por barcaças e canoas.
O relatório oficial do corpo técnico das forças aliadas que capturaram Humaitá, datado de 29 de julho de 1868, por Cordeiro Tôrres e Alvim, dizia que nas duas margens do rio existiam sete correntes que, depois de entrarem na água, estavam ligadas a três. Estes últimos eram parcialmente sustentados por grandes caixas de ferro flutuantes.

### Abordagem

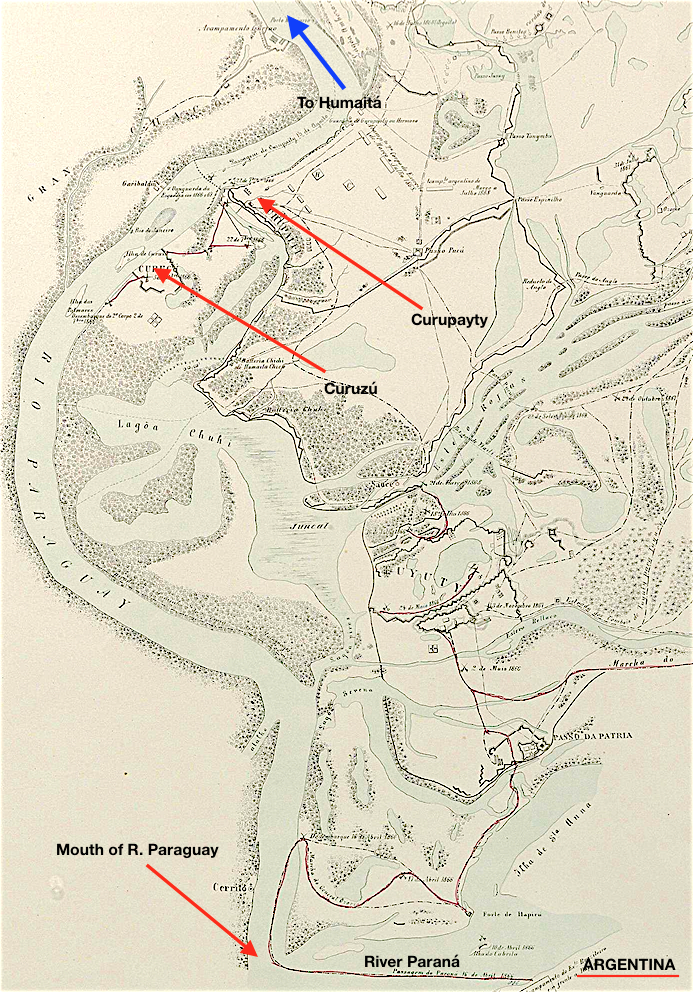
Aproximação ao Humaitá. O Rio Paraguai da foz às baterias fluviais do Curuzú e do Curupayti. Mapa básico de Emilio Carlos Jourdan (1838-1900)

Antes mesmo de chegar à Vuelta de Humaitá, um esquadrão invasor teria que primeiro navegar o rio Paraguai desde sua foz e enfrentar as baterias que os paraguaios conseguiram desdobrar em sua margem esquerda, principalmente em Curuzú e Curupayty. Nunca se averiguou se navios de guerra desarmados poderiam ter feito isso sem serem afundados; durante a guerra, as embarcações de madeira sem armadura da Marinha do Brasil não o fizeram.
Embora navios pesadamente chapeados não devam ser afundados por essas baterias de rio, seu próprio peso e tamanho os tornavam difícil, e às vezes impossível, de navegar nas águas rasas do rio Paraguai. Como observou o Comandante Kennedy da Marinha Real:
O rio Paraguai não apresenta obstáculos importantes à navegação, sendo o principal ponto a observar a subida [sazonal] das águas; isto varia às vezes até três braças [5 1/2 metros]... O perigo inerente ao encalhe no Paraguai é... [que] tem um fundo rochoso agudo... A entrada do Paraguai em Três Bocas tem 500 metros de largura e, no rio médio, há uma profundidade de 3,6 metros de água. Os blindados de ferro da frota brasileira, muitos dos quais puxavam quatro a quatro metros de profundidade, dependiam inteiramente desses aumentos periódicos, tanto para os movimentos de avanço quanto para a retirada, se necessário. Suas armas e munições não foram enviadas até que chegaram a Corrientes; pois o Paraná é igualmente raso em várias partes...
É difícil conceber um obstáculo mais formidável para um esquadrão em avanço do que esta pequena porção do rio entre Três Bocas e Humaitá. A água é rasa e muito incerta em sua profundidade; as curvas no canal são bruscas e frequentes, e todos os pontos disponíveis estavam cheios de armas de grande calibre...

### 'Torpedos'

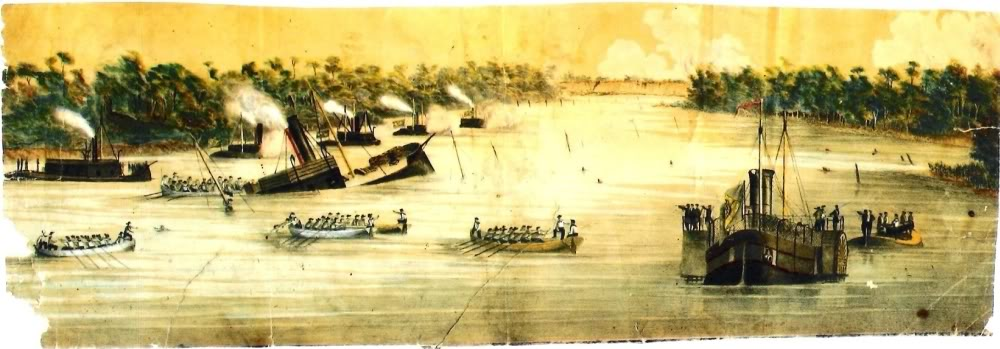
O couraçado brasileiro Rio de Janeiro afundado por um 'torpedo' em frente ao Curuzú. Pintura de Adolfo Methfessel (1836-1909)

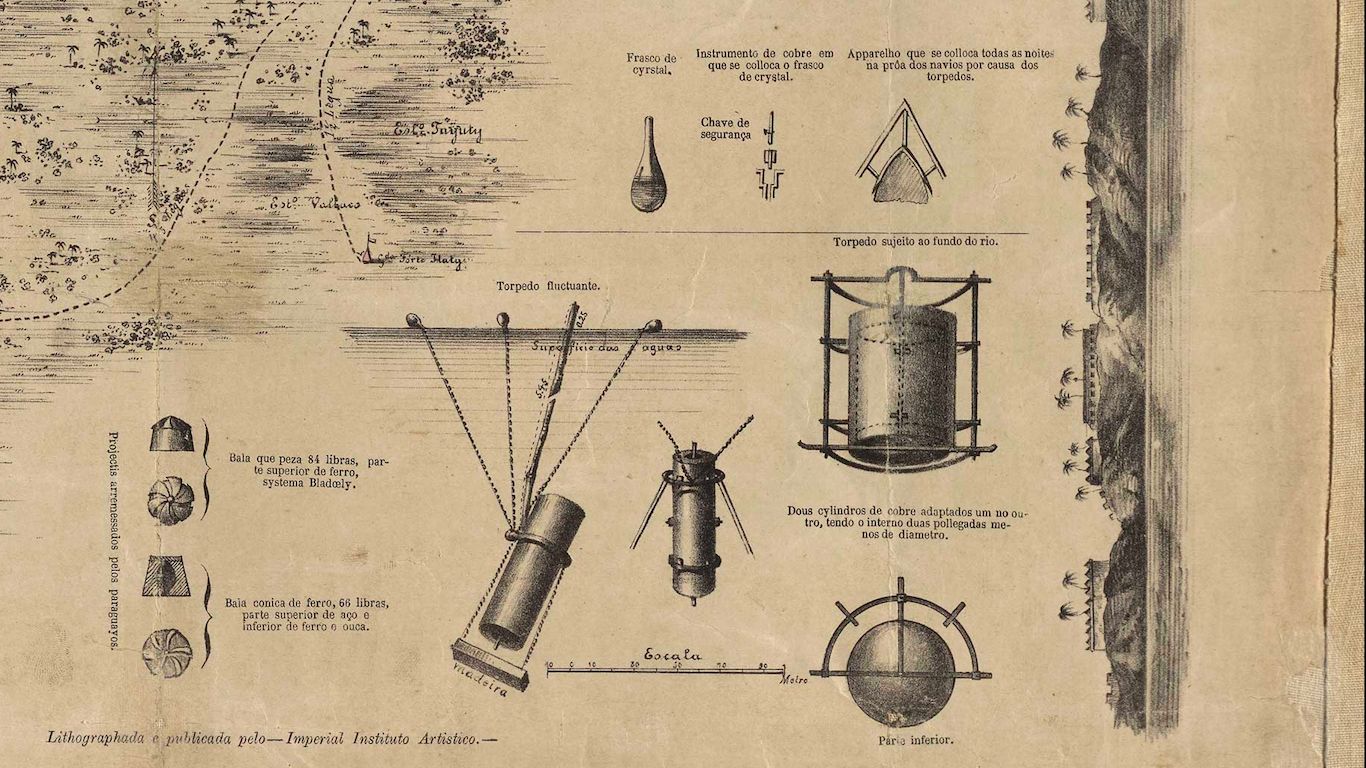
'Torpedos' paraguaios e outras armas. De uma ilustração de 1867 do engenheiro militar brasileiro Conrado Jacó de Niemeyer (1831-1905). Torpedos de ambos os tipos flutuante e subaquático (ancorado) são ilustrados. À esquerda estão os artefatos perfurantes de armadura paraguaios, dos quais López tinha um estoque limitado.

Para uma força invasora de couraçados, o aspecto mais perigoso de Humaitá não eram as baterias de artilharia, mas os 'torpedos' que podiam ser lançados na corrente confinada, rasa e desconhecida do rio Paraguai.
Esses torpedos eram minas de contato improvisadas. O primeiro foi inventado por "um ianque, Sr. Krüger". Eles consistiam em um cilindro de zinco contendo uma carga de pólvora. O maior já fabricado usou uma carga de 1 500 libras (680 quilos) e a explosão sacudiu o solo na cidade de Corrientes, Argentina, a vinte milhas de distância. Os fusíveis foram projetados e feitos por George Frederick Masterman, boticário chefe do Exército Paraguaio: eles eram cápsulas de vidro de ácido sulfúrico que, quando quebradas ao atingir um objeto pesado, acendeu uma mistura de clorato de potássio / açúcar.
Embora a maioria desses dispositivos não tenha disparado, exceto prematuramente, um afundou o couraçado de ferro brasileiro de 1 000 toneladas do Rio de Janeiro, matando 155 homens, então eles tiveram que ser levados a sério. Como um "torpedo" (simulado ou real) era liberado quase todas as noites, a Marinha brasileira precisava mandar barcos-patrulha remando em três turnos que tentavam localizar os torpedos flutuantes; se o fizessem, tentavam prender seus carros alegóricos com ferros de agarrar em linhas compridas. Escreveu o Comandante Kennedy RN: "Foi um serviço de grande perigo".
Além do tipo flutuante mais comum, que podia ser visto e removido, os paraguaios implantaram "torpedos" atracados no leito do rio, o que não foi possível. Essas foram uma barreira psicológica potente.
O uso dos torpedos também trazia seus perigos. Após a morte de Kruger - ele foi explodido por um de seus torpedos - a obra foi assumida por um paraguaio chamado Ramos, que havia servido como aprendiz na Inglaterra. Ele teve o mesmo destino, e a obra foi entregue a um refugiado polonês chamado Michkoffsky. Michkoffsky costumava levar torpedos rio abaixo em uma canoa remada por quatro meninos. Um dia ele se distraiu e os meninos fugiram para os Aliados com o torpedo: ele foi preso, reduzido às fileiras e mandado para a frente, onde logo foi morto. Um mergulhador paraguaio anônimo, embora corajoso, tentou anexar um torpedo ao couraçado brasileiro Brasil à mão: deduziu-se quando foi encontrado emaranhado nas correntes do leme, afogado.
Os paraguaios amarraram deliberadamente garrafões vazios no rio para fazer a Marinha do Brasil supor que marcavam as situações de torpedos. Isso os tornou visivelmente relutantes em navegar em suas águas.

### Defesas em direção à terra; o Quadrilátero
Os paraguaios também tomaram precauções contra o confisco de Humaitá por terra. Muito dele era protegido naturalmente por carrizal, pântano ou pântano, e onde não, um elaborado sistema de trincheiras foi construído, eventualmente se estendendo por 13 km (8 mi) com paliçadas e chevaux-de-fríse em intervalos regulares, conhecido como Quadrilátero (Cuadrilátero, Polígono ou Quadrilátero em várias fontes linguísticas). Essas trincheiras montavam baterias quando apropriado. As trincheiras e barreiras naturais são mostradas no mapa reproduzido nesta seção deste artigo, que foi desenhado em escala pelo Tenente Coronel George Thompson (engenheiro) do exército paraguaio; ele pessoalmente fez um levantamento trigonométrico detalhado do solo. O mapa é corroborado pela descrição verbal detalhada de Burton baseada em sua própria inspeção a cavalo e em números fornecidos a ele pelo tenente-coronel Chodasiewicz do Exército argentino.
Burton relatou que o layout exigia uma guarnição de pelo menos 10 000 homens; na época do Cerco de Humaitá, o comandante-chefe aliado estimou que ele tinha 18 000 e possivelmente 20 000 homens e 120 canhões sem incluir as baterias do rio.

#### Defesas contra inundações
O coronel encarregado da engenharia militar paraguaia George Thompson providenciou para que parte do Quadrilátero fosse protegida por defesas contra enchentes. O Quadrilátero tinha um ponto fraco ou potencial ponto de invasão em Paso Gómez (a palavra espanhola "paso" indica uma passagem), denotado 4 no mapa nesta seção. Mas ao represar o Estero Bellaco N. em 3, onde ele entrou na zona denominada "Selva Espessa", ele aumentou o nível da água em Paso Gómez em mais de 2 metros. Além disso, ele forneceu uma comporta. "Se o inimigo entrar [entrar] e se preparar para uma investida... o portão será aberto e uma terrível enchente de água os levará para o 'carrizal'".

#### Telegrafia elétrica
Na fase final das fortificações, foram estabelecidas linhas telegráficas elétricas de Humaitá e os pontos do Quadrilátero até a sede de López em Pasó Pucú; e ele poderia ser informado instantaneamente - em código Morse - de um ataque inimigo em qualquer ponto. George Thompson registrou que os guaranis se tornaram telegrafistas adeptos. “Os telégrafos funcionavam o dia todo, o comandante de uma divisão era obrigado a relatar cada pequena coisa a López, que recebia esses despachos o dia todo”.

#### Sede

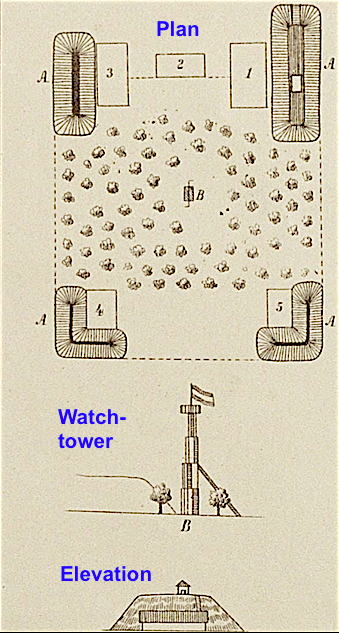
Terraplenagem protegendo a casa de López; a torre de vigia. Chave: A = As travessias ou terraplenagens. B = Mangrullo ou torre de vigia. 1 = A casa do presidente. 2, 3 = sua família. 4,5 = seus servos. Esboço por E. C. Jourdan do corpo de engenheiros do Brasil

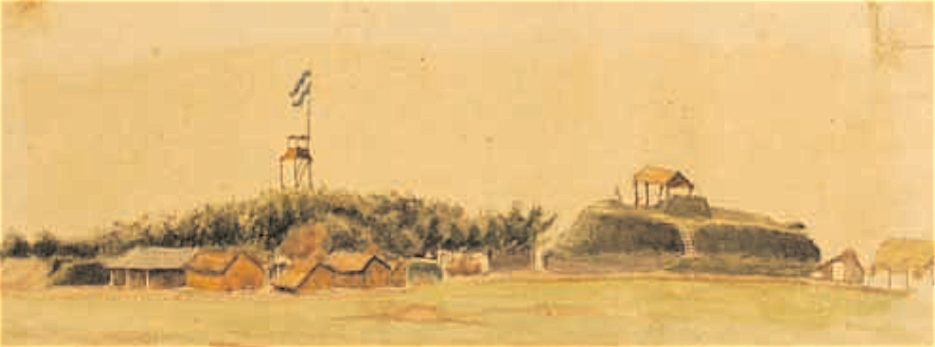
«Paso Pucú. Quartel-general do tirano López. Terraplenagem para protegê-lo do fogo aliado - feito da vida '. Pintura (e título) do general e aquarelista argentino José Ignacio Garmendía (1841-1925). (Uma bandeira argentina voa sobre a torre de vigia capturada.)

López II estabeleceu sua sede em Paso Pucú, um dos vértices do Quadrilátero (ver mapa nesta seção). Entre laranjais ficavam as moradias de López, sua amante Eliza Lynch e oficiais militares que gozavam de sua confiança, por exemplo, generais Barrios, Resquín e Bruges; também o bispo Palacios, tenente-coronel George Thompson o engenheiro-chefe e o Dr. Stewart o cirurgião-geral. As casas eram ranchos simples (moradias austeras) com telhados de colmo. Um quadrilátero de grandes travessias ou terraplenagens protegidas da artilharia Aliada atira fogo em sua casa, a da Sra. Lynch e a de seus servos. A terraplenagem era feita de grama e dizia-se que a maior continha 422 080 peças. No centro do quadrilátero havia um mangrullo ou torre de vigia. De acordo com Burton, as escadas do mangrullo eram cercadas por peles e esteiras, "uma precaução incomum destinada a esconder tornozelos com anáguas", pois era usada pela Sra. Lynch; e, de fato, um desenho contemporâneo feito pelo corpo de engenharia brasileiro mostra, incomum para o Paraguai, um mangrullo com uma subida coberta..
Um grande hospital militar foi instalado no meio do caminho entre Humaitá e Paso Pucú e outro para oficiais de campo no próprio Paso Pucú. Em Paso Pucú, havia dois assentamentos para mulheres seguidoras do acampamento; ajudaram nos hospitais e lavaram as roupas dos soldados. Eles não tinham direito a rações e viviam da carne que os soldados lhes davam. Havia um cemitério, e um complexo de prisioneiros de guerra.

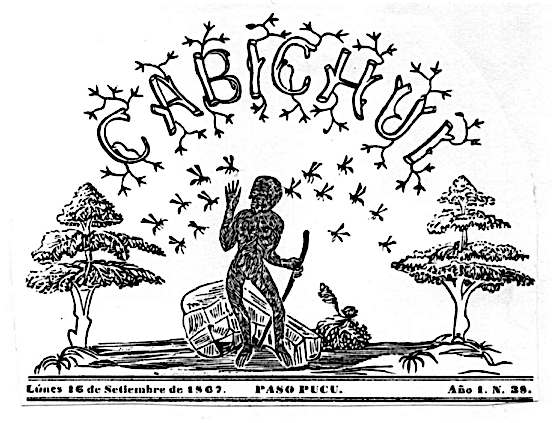
Jornal militar paraguaio Cabichuí publicado no complexo da Fortaleza. Uma nuvem de cabichuís (vespas venenosas locais) assalta um afro-brasileiro

#### Jornais
Na sede eram publicados os jornais militares Cabichuí (principalmente em espanhol) e Cacique Lambaré (principalmente em guarani). Apresentavam xilogravuras de propaganda grosseiras, mas eficazes, muitas vezes de natureza racialmente ofensiva. O papel era escasso, mas uma versão ersatz foi improvisada de caraguatá (abacaxi selvagem).

#### Terreno não mapeado

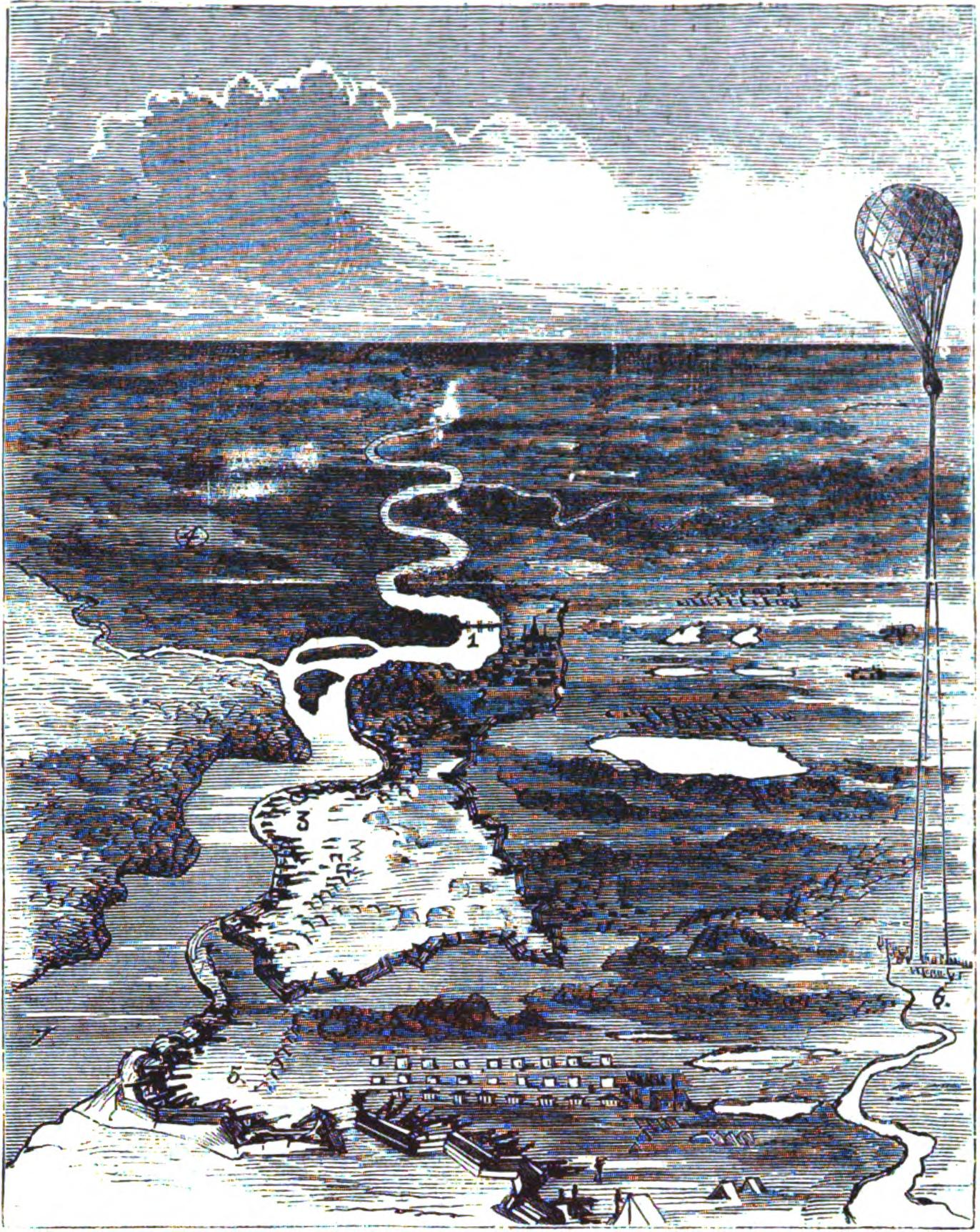
Vista aérea da Fortaleza de Humaitá a partir de um balão de observação. (Harper's Weekly: A Journal of Civilization, 1868.). A lança da corrente está marcada com 1; o resultado de Curupaity em 5.

Embora os paraguaios estivessem familiarizados com o terreno, os mapas do território eram, para os Aliados, inexistentes. A área fica na província de Ñeembucú, que é plana, baixa e obscurecida por pântano ou carrizal. Por exemplo, quando estabeleceram seu acampamento principal em Tuyutí, no sul do Paraguai, os Aliados não perceberam que o estavam colocando ao alcance da voz da linha sudoeste do Quadrilátero: a trincheira de Molho. Eles nem sabiam que Humaitá era protegido pelo Quadrilátero: Em sua obra de 5 volumes sobre a guerra do Paraguai, o historiador brasileiro Tasso Fragoso insiste que uma carta de alto comando brasileiro de abril de 1867
não deixa a menor dúvida de que os aliados desconheciam por completo não só a topografia do terreno [a sudeste da fortaleza], mas que tudo estava protegido por linhas de trincheiras [paraguaias].

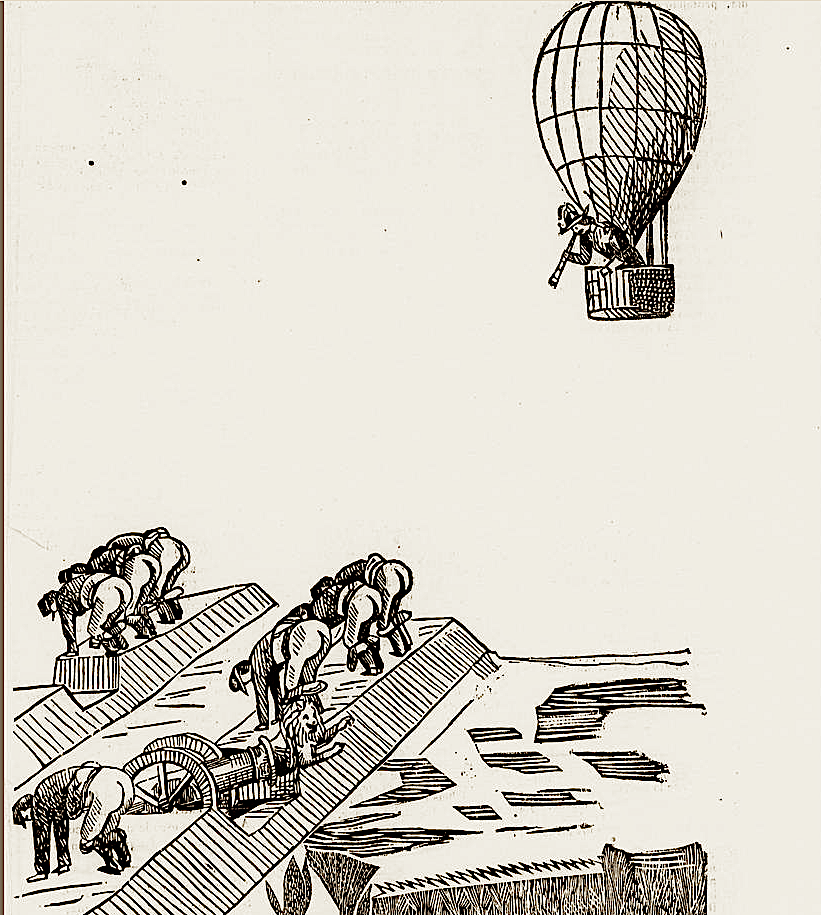
Soldados paraguaios voando no balão de observação brasileiro. Caricatura de propaganda no jornal do governo paraguaio El Centinela, 8 de agosto de 1867

A fim de mapear gradualmente a área, os Aliados foram obrigados a recorrer a mangrullos (torres de vigia improvisadas) ou (um primeiro na guerra da América do Sul) balões de observação cativos, mas os paraguaios obscureceu o terreno acendendo fogueiras de grama úmida.

### O lado do Chaco
Na margem oposta do rio Paraguai começa a área conhecida como Gran Chaco, com um clima diferente, quente e semi-árido. Esta parte do Chaco, agora parte da Argentina, mas em disputa naquela época, não era habitada por ninguém, exceto os ferozes nômades Toba. A margem do rio Paraguai no Chaco é baixa e sujeita a inundações. Em frente ao Humaitá o terreno era impraticável até Timbó que, quando o rio estava cheio, ficava totalmente submerso. (Mais tarde, estradas militares foram feitas por lá com grande esforço.)

Mais tarde na guerra, quando os Aliados iniciaram um movimento de flanqueamento para o sudeste de Humaitá, López enviou e mandou explorar o Chaco e deu ordens para construir uma estrada através do Chaco de Timbó (o local mais próximo na costa em frente a Humaitá onde um desembarque poderia ser efetuado).
A estrada através do Chaco era razoavelmente reta e tinha oitenta e quatro milhas de comprimento. Não seguiu o curso do rio Paraguai, mas foi para o interior. Grande parte da estrada passou por lama profunda, sendo necessário atravessar cinco riachos profundos, além do rio Bermejo.
Uma vez que percebeu que sua posição era desesperadora, López usou essa estrada para escapar de Humaitá com o grosso de suas tropas e artilharia. Eles foram transportados de Humaitá a Timbó por dois vapores de remo paraguaios e em canoas.

## Etimologia
"Humaitá" é derivado de mbaitá, termo da língua geral meridional com influência do guarani antigo que designa um pássaro verde.

## Eficácia na prática
Apesar das restrições de Burton a Fortaleza de Humaitá foi um sério obstáculo aos planos dos Aliados de prosseguir rio acima. Ao ser anunciado em Buenos Aires que o Paraguai havia atirado e apreendido os navios argentinos, o Presidente Mitre disse a uma multidão furiosa que: 
Em vinte e quatro horas estaremos no quartel, em quinze dias em Corrientes e em três meses em Assunção.
Na verdade, os Aliados não ocuparam a capital paraguaia até 5 de janeiro de 1869, quase quatro anos após o discurso de Mitre. O principal motivo era o complexo Humaitá.
Pode ter sido "apenas sete léguas por terra" do Paso de Patria até Humaitá, mas foi um terreno que foi preciso percorrer. Depois de expulsar os paraguaios de solo argentino, os Aliados desembarcaram no Paraguai e ocuparam Paso de Patria em 23 de abril de 1866. Eles não capturaram Humaitá até 5 de agosto de 1868. A fase Humaitá da guerra do Paraguai está fora do escopo de Este artigo. No entanto, B.C. Mac Dermot resumiu assim as dificuldades:
[O] terreno conferia uma grande vantagem à defesa. Abaixo e ao redor de Humaitá havia um conglomerado de lagoas, pântanos e manchas de selva conectadas por estreitas faixas de terra firme pelas quais o lado atacante tinha que se espremer em uma estreita frente ... [A] apenas dois pontos era um avanço possível para o interior: em Curupaity ao sul e Tayí ao norte de Humaitá. Atrás das defesas naturais estão as obras de terraplenagem de Humaitá, com seu longo perímetro externo tocando em Curupaity, e um forte menor Timbó no lado Chaco do rio. Para aumentar suas dificuldades, os aliados descobriram que os couraçados não eram tão eficazes quanto sua reputação os levava à esperança. Eles não podiam ir muito além de suas linhas de abastecimento. A artilharia paraguaia não poderia afundá-los, mas poderia incapacitá-los o suficiente para colocá-los fora de ação. Abaixo da linha d'água, eles foram expostos a minas e torpedos. Eles podem ser interrompidos por obstruções subaquáticas e barreiras. Sua capacidade de manobra dependia excessivamente do nível do rio, que entre setembro e março pode cair até quatro metros e meio, Essas dificuldades são quase suficientes para explicar o fracasso dos aliados em levar a cabo a decisão rápida que sua esmagadora superioridade em número e armamento lhes dava o direito de esperar, mas eles também foram prejudicados pela liderança dividida, ciúmes nacionais e com o passar do tempo um moral afundando. Para os paraguaios, esses foram os anos em que a Epopéia Nacional, como é chamada hoje, foi forjada a partir de incontáveis feitos de heroísmo realizados por líderes cujos nomes são conhecidos em todas as casas. 
Uma causa adicional de atraso, segundo o professor Williams, foi a longa pausa após o desastre da Batalha de Curupaiti, quando os Aliados superestimaram a força tanto do exército adversário quanto de Humaitá: permitiram a López quase um ano reconstruir suas forças, devastadas na Batalha de Tuiuti.

## História

### A Guerra da Tríplice Aliança

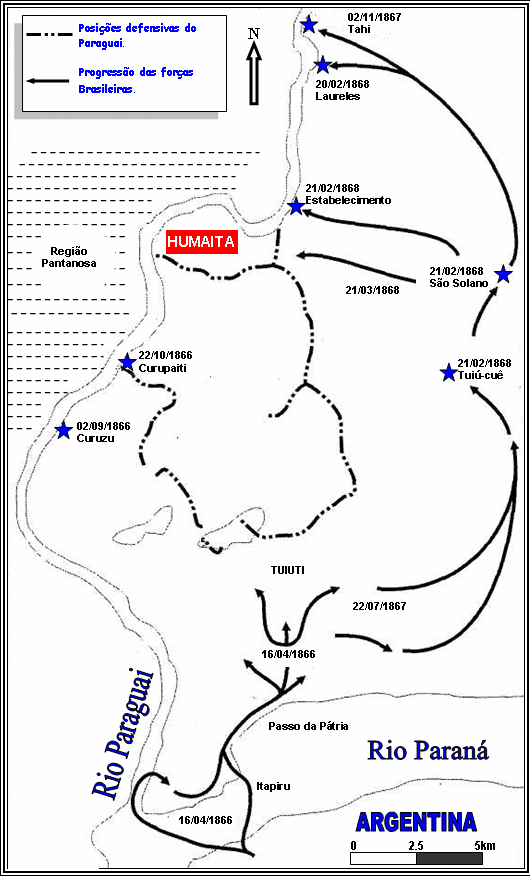
"Marcha de Flanco" de Caxias isola a Fortaleza de Humaitá

O sistema defensivo de Humaitá foi iniciado pelo líder paraguaio Carlos Antonio López (1790-1862), que, entre outras inovações, implantou o serviço militar obrigatório no país.
Marco do poderio militar de seu filho e sucessor, Francisco Solano López (1827-1870), o Tratado da Tríplice Aliança, entre a Argentina, o Brasil e o Uruguai (1 de maio de 1865), entre outros dispositivos, previa a destruição definitiva da Fortaleza de Humaitá, proibindo-se a construção de qualquer outra fortificação semelhante no curso do rio Paraguai:
| “ | 1.º Que em cumprimento do Tratado de Aliança desta data, as fortificações de Humaitá serão demolidas, e não será permitido erigir outras de igual natureza, que possam impedir a fiel execução do dito tratado. | ” |

Quartel-general e centro do poder militar de Solano López, erguia-se dominando estrategicamente uma apertada curva do curso do rio. Este poderoso complexo defensivo constituía-se em uma série de defesas, tanto pelo lado de terra como pelo lado do rio. Além dos muros e casamatas pesadamente artilhadas — 110 peças dispostas em 12 baterias — contava com quartéis de tropa e de oficiais, depósitos de munições — de boca e de guerra — oficinas, igreja, cemitérios e pastagens na área circundante, protegida por um perímetro de 8 quilômetros de entrincheiramentos, artilhado com mais 40 peças. No leito do rio, minas e três grossas correntes de ferro impediam a navegação naquele trecho dominado pela fortaleza. Cruzava fogos com o Reduto Cierva, no lado oposto do rio.

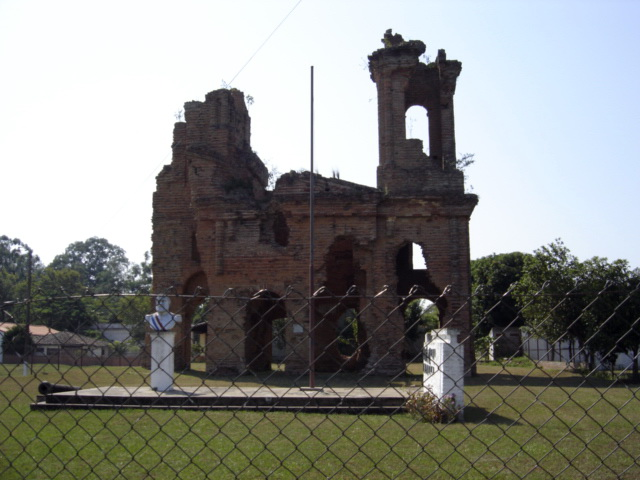
Igreja de Humaitá, Paraguai

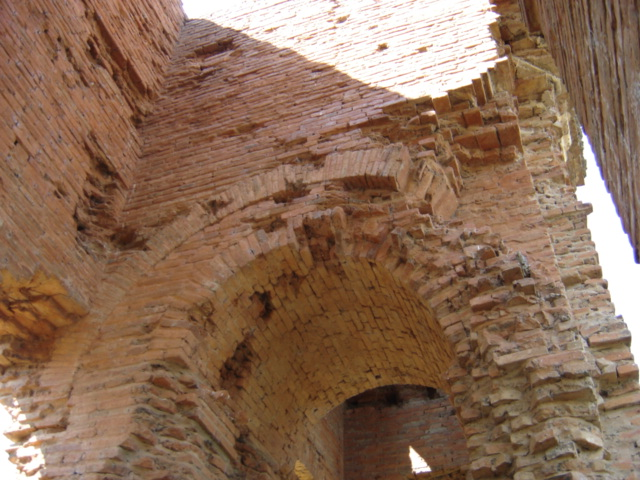
Igreja de Humaitá, Paraguai: detalhe das ruínas

Após ter detido o progresso das forças aliadas por quase dois anos entre 1866 e 1868, vitimadas pela insalubridade da região, pelos ataques paraguaios à vanguarda das forças e pela inação, a partir de 1867 sob a orientação do Marquês de Caxias (1803-1880), a posição foi flanqueada e isolada, o que foi conseguido pelas tropas aliadas com a conquista de Tahí (2 de novembro de 1867), rompendo as comunicações fluviais e por terra de Humaitá com a capital.
Após a passagem de Humaitá pela Marinha Imperial (19 de fevereiro de 1868), foi finalmente atacada pelas forças do 3º Corpo do Exército Brasileiro sob o comando do marechal-de-campo Manuel Luís Osório (1808-1879), rechaçadas nos ataques de 21 de março e de 16 de julho de 1868. Nesta última noite, o marechal Osório atacou o Reduto de San Solano, ao norte de Humaitá, onde estavam dispostos 46 canhões manobrados por uma pequena guarnição sob o comando do coronel Pedro Hermosa. As tropas brasileiras envolvidas no assalto ascendiam a 12 000 homens (duas divisões de infantaria, um corpo de cavalaria, uma brigada de artilharia e um batalhão de engenharia) tendo sofrido cerca de 3 000 baixas.
Abandonado pelas forças paraguaias, foi ocupado pelas brasileiras em 25 de julho de 1868 e utilizada como base de operações de campanha.
Atualmente, conservam-se as ruínas da Igreja de San Carlos Borromeo, inaugurada por Carlos Antonio López em 1 de janeiro de 1861, e destruída em 1868 pela artilharia aliada.
No Museu Histórico da cidade, instalado no edifício que foi utilizado como quartel por Solano Lopez, encontram-se diversas peças relativas ao conflito. As antigas linhas de trincheiras e fossos ainda são perceptíveis nos terrenos circundantes.
Recentemente, "La Asociacion Cultural Manduara" apresentou um trabalho no qual pode ser visualizada uma reconstrução em 3D da Igreja de San Carlos Borromeo de Humaitá. A reconstrução pôde ser efetuada com o apoio do arquiteto Mateo Nakayama e seu irmão, Eduardo Nakayama, que proporcionaram os dados históricos.

## O fim

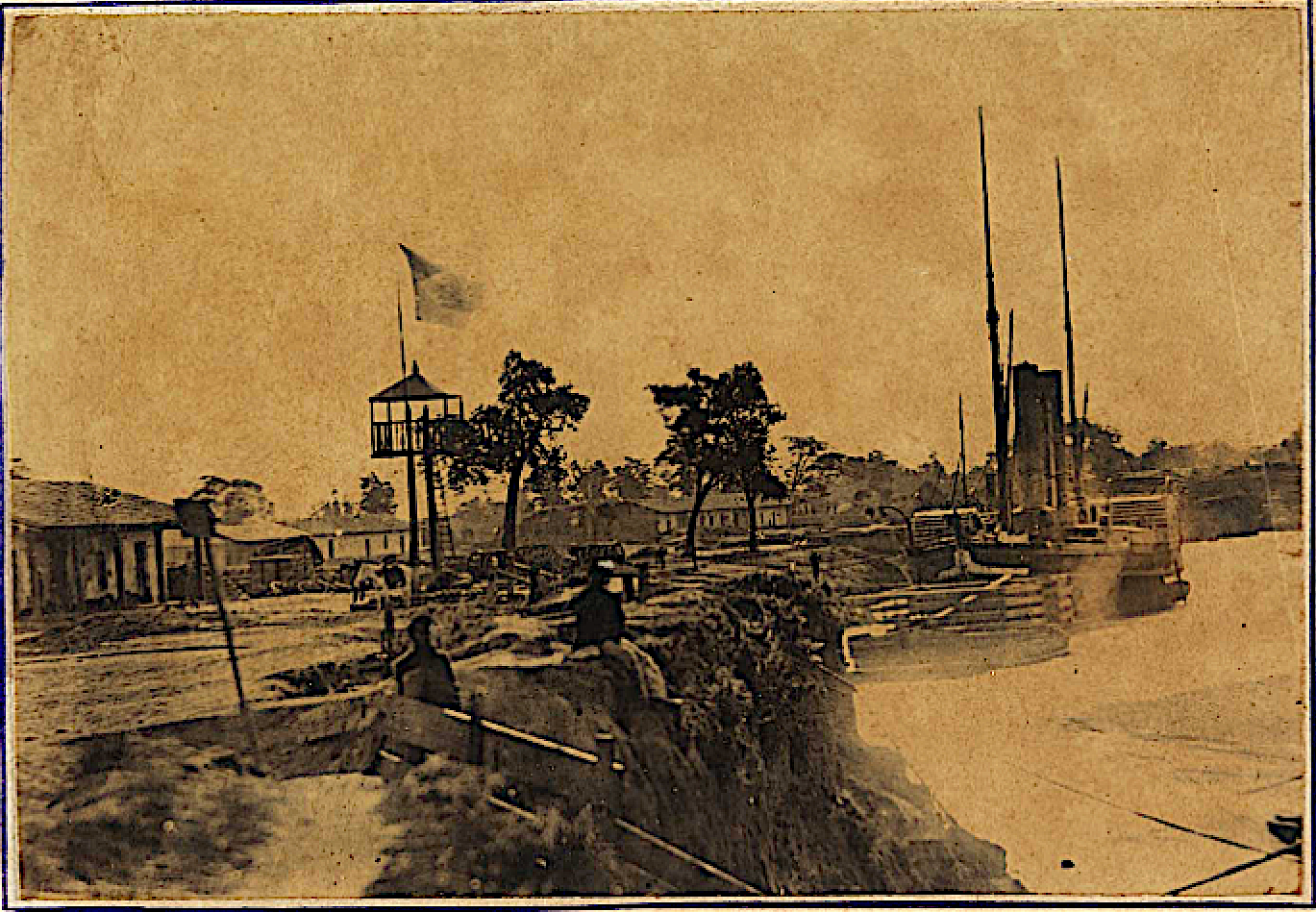
Uma bandeira brasileira tremulou sobre a torre de vigia do capturado Humaitá. À direita, um couraçado brasileiro está ancorado na margem do rio. (Do álbum fotográfico de um soldado preservado na Biblioteca Nacional do Brasil.)

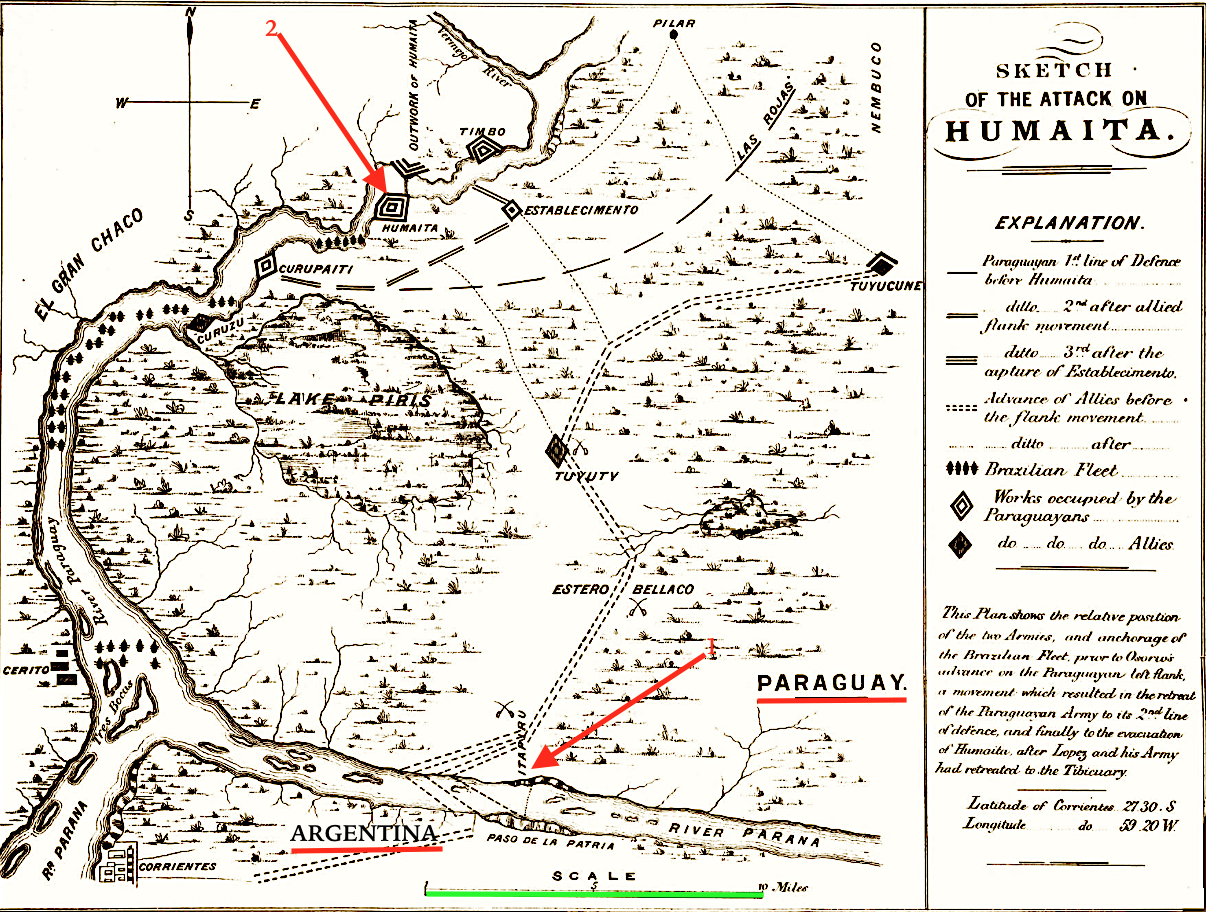
Fim do jogo: os Aliados se aproximam do Humaitá. Os Aliados levaram mais de dois anos para percorrer as "sete léguas" do ponto de invasão em 1 até a queda da fortaleza em 2 Observe que a escala no mapa é de apenas 10 milhas. (Mapa básico desenhado pelo Comandante AJ Kennedy, RN)

Em 19 de fevereiro de 1868  quando o rio estava anormalmente cheio  seis navios blindados brasileiros foram obrigados a passar por Humaitá durante as horas de escuridão, o que eles fizeram sem grande dificuldade porque a essa altura o boom da corrente estava mesmo assim deitado no leito do rio. Os paraguaios pararam de reabastecer Humaitá pelo rio e ele passou fome. A fortaleza foi finalmente capturada no Cerco de Humaitá, operação que culminou em 5 de agosto de 1868. Foi arrasada nos termos do Tratado da Tríplice Aliança. Foi o ano decisivo da Guerra do Paraguai.